# تقسيم حسب القدرات (تعليم)

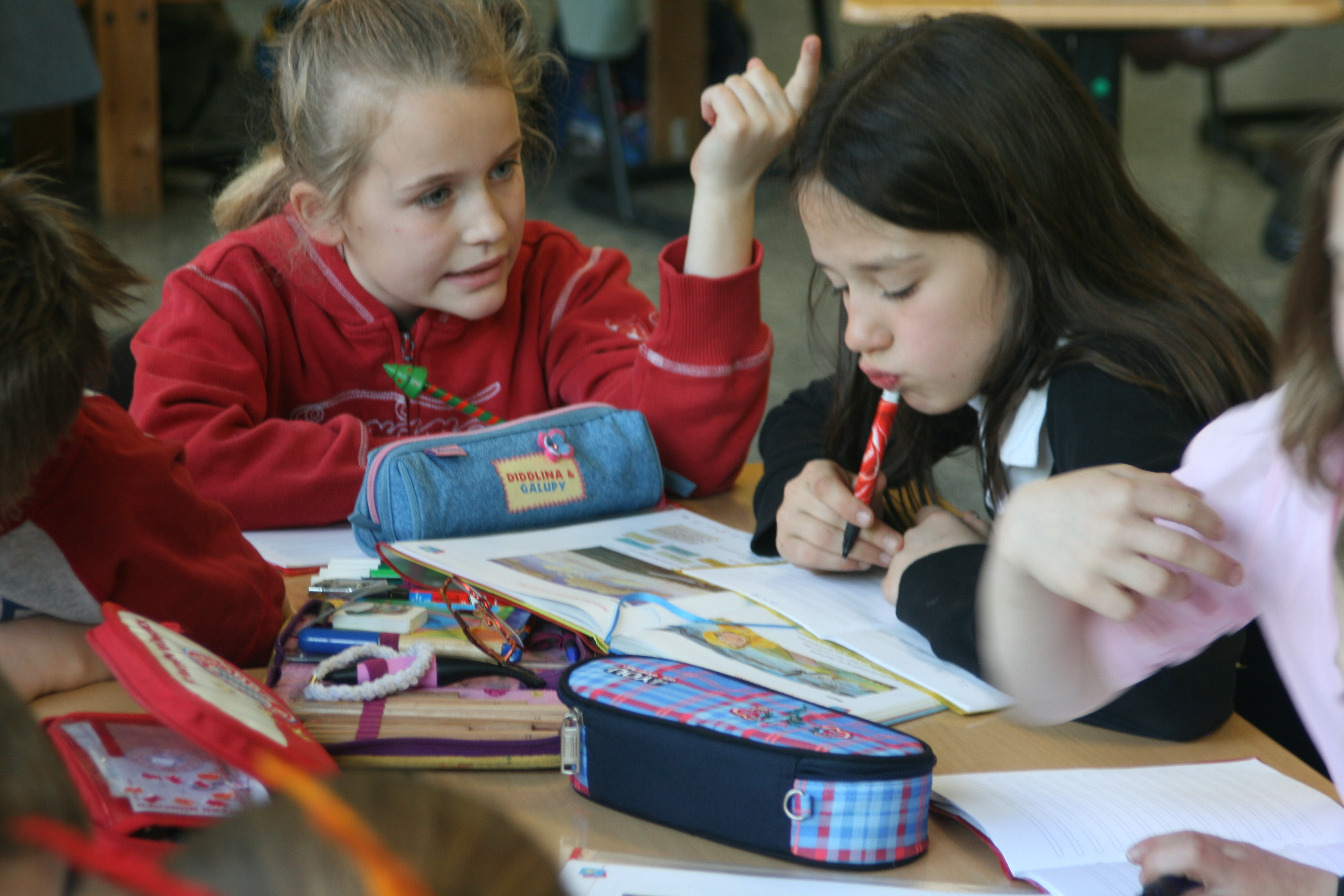

التقسيم حسب القدرات هي عملية تقسيم الطلاب حسب قدراتهم الأكاديمية إلى مجموعات وذلك في جميع المواد الدراسية أو في بعض الحصص الدراسية ومنهج دراسي محدد داخل المدرسة. وقد يشار إلى تلك العملية في بعض المدارس باسم تقسيم الطلاب حسب المستوى أو تصنيف الطلاب حسب المهارات. وحسب نظام التقسيم، يتم تصنيف جميع طلاب المدرسة إلى فصول دراسية حسب تقدير الإنجاز العام للطلاب: فوق المتوسط أو عادي أو أقل من المتوسط. ويحضر الطلاب الحصص الدراسية الأكاديمية مع طلاب يساوونهم في الإنجاز الأكاديمي العام.
فيما يتعلق بالطلاب الأكبر سنًا، تتشعب أنظمة التقسيم عادةً لتضم ما درسه الطلاب. فالطلاب في المجموعات المتقدمة أكاديميًا يدرسون الرياضيات الأكثر تقدمًا والمزيد من اللغات الأجنبية والآداب. بينما يدرس الطلاب في المجموعات الأكاديمية الأقل مستوىً المهارات المهنية مثل اللحام أو علم التجميل، أو مهارات الأعمال مثل الكتابة على الآلة الكاتبة أو مسك الدفاتر. وفي العادة لا يمنح الطلاب فرصة تعلم مواد دراسية تعد مناسبة أكثر لمجموعة أخرى، حتى وإن أظهر الطالب قدرة ورغبة في ذلك.
إن مجموعات القدرات ليست مرادفة لعملية التقسيم حسب القدرات. حيث تختلف عملية التقسيم حسب القدرات عن مجموعات القدرات من حيث النطاق والدوام. فمجموعات القدرات صغيرة وتتشكل بطريقة غير رسمية داخل الفصل التعليمي الواحد. وعادة ما يكون الإلحاق بمجموعة القدرات قصير الأمد (لا يستمر أبدًا لفترة أطول من سنة دارسية واحدة) ويختلف باختلاف المادة. ويقوم المدرس بإلحاق الطلاب بمجموعة القدرات (ويمكن تغيير ذلك في أي وقت)، ولا يتم تسجيل ذلك في سجلات الطالب. فعلى سبيل المثال، يمكن أن يقسم المدرس الفصل التعليمي الذي يضم عادةً مزيجًا من طلاب مختلفي القدرات إلى ثلاث مجموعات في درس: الرياضيات: من يحتاجون إلى مراجعة المعلومات الأساسية قبل متابعة الشرح، ومن هم مستعدون لتعلم معلومات جديدة، ومن هم بحاجة إلى واجب يبعث على التحدي. وفي الدرس القادم قد يعيد المدرس الفصل إلى وحدة واحدة مختلفة القدرات أو قد يقوم بتقسيم الطلاب إلى مجموعات مختلفة.
كان نظام التقسيم حسب القدرات شائعًا في الدول الناطقة بالإنجليزية، ولكنه لم يعد مستخدمًا على نطاق واسع الآن. فكانت أنظمة تقسيم الطلاب حسب القدرات القوية تتشكل على أساس النظام الثلاثي في إنجلترا وويلز حتى السبعينيات من القرن العشرين، وحتى عام 2009 في أيرلندا الشمالية. وتستخدم ألمانيا نظامًا قويًا لتقسيم الطلاب حسب القدرات. فهناك، تحدد إنجازات الطلاب في السنوات الأربع الأخيرة العامة من التعليم الأساسي نوع المدرسة الثانوية التي سيسمح لهم بالانضمام إليها، ومن ثم نوع التعليم الذي سيحصلون عليه. وتستخدم في المدارس الأمريكية أنظمة تقسيم ضعيفة. فحسب هذا المنهج، تُلحق المدارس المحلية الطلاب بالفصول التعليمية حسب الإنجاز العام الذي يحققونه، وبهذا يتألف الفصل التعليمي بصورة أساسية من طلاب يكون الإنجاز الأكاديمي لهم مرتفعًا أو متوسطًا أو منخفضًا.

## تاريخ نظام تقسيم الطلاب حسب القدرات
لقد كان نظام تقسيم الطلاب حسب القدرات وتعديلاته المختلفة أحد أساليب التنظيم السائدة في المدارس العامة الأمريكية، وكان من الميزات المقبولة في المدارس لما يقرب من قرن من الزمان. ولقد بدأ استخدام هذا النظام عندما بدأت المدارس في إلحاق عدد متزايد من الأطفال المهاجرين بموجب قوانين التعليم الإجباري، حينها بدأ أتباع نظام التقسيم كوسيلة لتقسيم هؤلاء الأطفال الذين كان ينظر إليهم باعتبارهم أقل استعدادًا وقدرةً على التعليم من الأطفال الأمريكيين الأصليين. ولكن للأسف سرعان ما اكتسب نظام التقسيم هذا طابع التمييز العنصري الداخلي.
لقد تغيرت أنواع نظام تقسيم الطلاب حسب القدرات على مدار السنين. فبصورة تقليدية، كانت هناك أنظمة تقسيم أكاديمية وعامة ومهنية، تتميز بنوع الإعداد الذي يتم تقديمه. وفي العشرينيات من القرن العشرين، قامت بعض المدارس بوضع ثمانية تقسيمات مميزة تمثل برامج مناهج خاصة تعكس تقييمًا للمستقبل الاجتماعي والمهني المحتمل للطلاب. فالعديد من المدارس الثانوية الآن تقيم مستويات التقسيم على أساس صعوبة المادة الدراسية، فهناك الأقسام الأساسية والشرفية والمؤهلة للتعليم الجامعي. بينما تقوم المدارس الأساسية بالتقسيم على أساس القدرات المرتفعة والمتوسطة والمنخفضة. وكما أشار أوكس ومارتن, «تحدد سياسات المدرسة سمات هيكلية ثلاث لنظام تقسيم الطلاب حسب القدرات: الشمول (عدد المواد المقسمة ونوع المنهج المميز المقدم); والنوعية (عدد مستويات التقسيم المقدمة); والمرونة (إمكانية انتقال الطلاب من مجموعة تقسيم إلى أخرى)». ولكن من الناحية النظرية، يعتمد تخصيص مجموعة التقسيم على القدرات الأكاديمية، بينما تؤثر العوامل الأخرى غالبًا على تحديد المستوى.

## أصول عملية التقسيم القائمة على الأصل العنصري في إزالة التفرقة العنصرية في المدارس
نص قرار المحكمة العليا بمدينة توبيكا في قضية براون في مواجهة مجلس الإدارة التعليمي (Brown v. Board of Education) لعام 1954 أن لائحة المدارس المنفصلة الموضوعة بموجب قضية بليسي في مواجعة فيرجنسون (Plessy v. Ferguson) هي لائحة غير دستورية، بيد أنه لم توضع خطة لإزالة التفرقة العنصرية من المدارس حتى السنة التالية مع قضية براون الثانية (Brown II). ولكن لم يحدث الاندماج في المدارس في معظم المناطق الجنوبية من الولايات المتحدة حتى بداية السبعينيات من القرن العشرين. ولقد ذكر ميكلسون Mickelson (2003) أن نظام التقسيم كان يستخدم كأداة للحفاظ على تميز ذوي البشرة البيضاء من خلال وضع الطلاب الأمريكيين الأفارقة في مجموعات أكاديمية أقل في المدارس الحكومية في تشارلوت ونورث كارولينا بعد قرار إزالة التفرقة العنصرية في قضية سوان في مواجهة تشارلوت-ميكلينبرج (Swann v. Charlotte-Mecklenburg). ولقد قام هني (Haney) (1978) بعمل تحليل تاريخي للتأثيرات السلبية لإزالة التفرقة العنصرية على المدرسين الأمريكيين الأفارقة. فعلى مستوى المدارس الثانوية، كان المدرسون الأمريكيون الأفارقة أو المدرسون البيض الأقل تأهيلاً يتم تعيينهم للتدريس للطلاب الأمريكيين الأفارقة. كما أن المدرسين في المجموعات الأقل كانوا أقل تنظيمًا في تحضير الدروس وكانوا يدرسون أفكارًا أقل للطلاب.(Oakes, 1987).
إن أصول عملية التقسيم القائمة على الأصل العنصري قديمة قدم قرار المحكمة الفيدرالية عام 1850 في قضية روبرتز في مواجهة مدينة بوسطن (Roberts v. The City of Boston)، تلك القضية التي أصلت للمناهج المدرسية المنفصلة للزنوج والبيض على أساس الاعتقاد بوجود اختلافات عنصرية أصيلة في الذكاء (Harvard Law Review, 1989). في فترة منتصف إلى أواخر الثمانينيات من القرن العشرين، كانت هناك بضع قضايا في المحكمة الفيدرالية في ميسيسيبي وجورجيا انطوت على عمليات تقسيم قائمة على الأصل العنصر في الأنظمة المدرسية. كوارلس في مواجهة الإدارة التعليمية للمدارس المنفصلة المحلية بأكسفورد (Quarles v. Oxford Municipal Separate School District) والجمعية الوطنية للنهضة بالزنوج في مواجهة ولاية جورجيا (NAACP v. Georgia) ومونتجموري في مواجهة الإدارة التعليمية للمدارس المنفصلة المحلية بستاركفيل (Montgomery v. Starkville Municipal Separate School District)، فلقد تم الحكم في تلك القضية لصالح الإدارة التعليمية للمدارس اعتمادًا على فكرة أن الحالة الاجتماعية والاقتصادية تعد سببًا قانونيًا للتقسيم. فقد كانت المحاكم تعتقد أيضًا في الثمانينيات أن التمييز العنصري في التعليم أمر من الماضي (Harvard Law Review, 1989). ولكن للأسف، في المناطق الريفية من ميسيسيبي وجورجيا، شكل الأمريكيون الأفارقة نسبة كبيرة من الطلاب محدودي الدخل، مما أدى إلى إلحاقهم بمجموعات أكاديمية أقل مستوىً. وفي عام 2009, اكتشف تشيلدر (Childers) (في الصحافة) أن هناك مدرسة ثانوية ناجحة في أوهيو غالبية طلابها من الأمريكيين الأفارقة، لا زال يتم إلحاق الطلاب الزنوج بمجموعات أكاديمية أقل مستوى بنسبة لا تعكس تعداد الطلاب. لكن الحجة في كثرة عدد الطلاب الأمريكيين الأفارقة في المجموعات الأقل أن ذلك هو اختيار الطلاب وليس ممارسات عنصرية من الإداريين في المدرسة (تشيلدر (Childers), في الصحافة).

## وصلات خارجية
- The Elephant in the Classroom
- The Relationship of Grouping Practices to the Education of the Gifted and Talented Learner